# Xisco Jiménez
Francisco Jiménez Tejada (Santa Ponsa, Calviá, Mallorca, Islas Baleares, 26 de junio de 1986), más conocido como Xisco, es un exfutbolista español que jugaba como delantero.

## Trayectoria

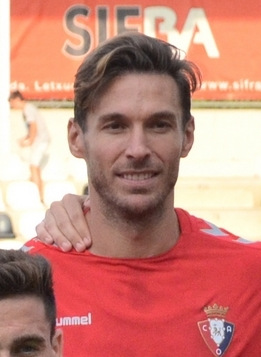
Xisco vistiendo la camiseta de Osasuna

### Deportivo de La Coruña
Formado en las categorías inferiores del Club de Fútbol Playas de Calviá y desde 2003 jugador del Deportivo B, Xisco debutó con el primer equipo del Deportivo el 26 de abril de 2005 tras ser llamado desde el filial para disputar un partido de liga frente a la Real Sociedad. Su primer y segundo gol llegaron en esa misma campaña, el 15 de mayo tras anotar los dos goles de su equipo frente al Real Zaragoza.
En la temporada 2006/07, el jugador es cedido al UD Vecindario de, por entonces, Segunda división. Anota 13 tantos en 27 partidos y vuelve en la temporada 2007/08 al Deportivo. En aquella campaña, Xisco se convierte en el máximo goleador del equipo coruñés con 9 goles. Sin embargo ello no le garantiza la continuidad para la 2008/09 y Augusto César Lendoiro contrata dos delanteros más, Omar Bravo y Mista.

### Newcastle United
El 1 de septiembre de 2008, a escasas horas para la finalización del cierre del mercado de fichajes, el Newcastle United se hace con el fichaje del joven delantero por algo más de siete millones de euros y tres en función de variables. El propio Xisco aseguró que Fabricio Coloccini, recientemente fichado también por las urracas procedente del Deportivo, le animó para cerrar el fichaje, donde también coincidiría con otro español, compañero suyo en la selección española, José Enrique.

### Racing de Santander
El 31 de agosto de 2009 se hace pública su cesión al Racing de Santander.
Debutó en partido oficial con el Racing de Santander el día 12 de septiembre de 2009 contra el Atlético de Madrid en el Estadio Vicente Calderón, encuentro del cual sólo jugó 8 minutos ya que tuvo que ser sustituido por lesión.
Al terminar la cesión regresa al Newcastle United.

### Regreso al Deportivo de La Coruña
En enero de 2011, retorna al club gallego en calidad de cedido, para jugar en la Segunda división del fútbol español e intentar el objetivo del ascenso.
A pesar de la ilusión con la que afrontaba su vuelta, el jugador se lesionó en el segundo partido de liga contra el Hércules CF, y permaneció toda la primera vuelta lesionado. Tras recuperarse, en su segundo partido, marcó el gol que le dio la victoria al Deportivo, pero en la jornada siguiente volvió a lesionarse.
Superadas estas dificultades, el 23 de mayo de 2012 marcaría un gol contra el Nàstic de Tarragona en el minuto 94 (1-2), que daría la victoria al cuadro coruñés y lo dejaría a 3 puntos de Primera División. El propio jugador definió ese gol como "el más importante de su carrera".
El 27 de mayo de 2012, el jugador mallorquín también sería decisivo al marcar, tres minutos después de su ingreso en el campo, el 2-1 final frente a la SD Huesca, que determinó el retorno del club a la Liga BBVA.

### Córdoba
En enero de 2013, Xisco fue fichado por el Córdoba CF, de la Liga Adelante.
Anotó 8 goles en 14 partidos en la segunda vuelta y renovó por 3 temporadas, convirtiéndose en el "9" de referencia del equipo cordobesista para el asalto a la Liga BBVA. Jugó a partir del minuto 66 en sustitución de Mike Havenaar, llegando a anotar un tanto en fuera de juego. Sus números a lo largo de la primera vuelta van bajando, ya que el gol más destacado fue con el que le empató a la Real Sociedad en el minuto 89.

### Muangthong United
En julio de 2016, se marcha al Muangthong United FC, de la Primera División de Tailandia. En el equipo asiático disputa 8 partidos en los que anota 5 goles, con los que ayuda a conquistar la Liga y la Copa. Ya en 2017, finaliza como subcampeón de Liga y logra el título de la Supercopa de Tailandia. El 30 de junio de 2017, finaliza su contrato con el equipo tailandés.

### Club Atlético Osasuna
El 21 de julio de 2017 se anunció su fichaje por el Club Atlético Osasuna, para las 2 próximas temporadas tras finalizar su contrato con el Muangthong United. F. C. tailandés.

### Club Atlético Peñarol
El 7 de septiembre de 2019 se confirmó su llegada a Peñarol por 6 meses en calidad de libre, con opción a renovar su ficha por un año más, firmando con la institución aurinegra apenas arribado a Montevideo, el 11 de septiembre.
Realizó su debut en el conjunto carbonero, ingresando como suplente en lugar de Lucas Viatri, en la victoria por 2 a 1 ante Rampla Juniors por la segunda fecha del Torneo Clausura 2019, el 18 de septiembre. Su primer partido como titular se dio en la derrota ante Liverpool en el Estadio Belvedere, el 6 de octubre y marcó su primer gol en la victoria a domicilio ante Danubio, el 25 de octubre, cuando Peñarol derrotó al local por 2 a 0; el gol restante lo marcó Agustín Canobbio, de tiro penal.
El 15 de enero de 2020 se anunció su renovación de contrato con el elenco mirasol durante un año más.

### Regreso a España
Tras finalizar su etapa en Uruguay al término del año 2020, el 1 de febrero de 2021 firmó con la A. D. Alcorcón hasta final de temporada. Se quedó la siguiente y el equipo descendió a Primera División RFEF. Empezó la 2022-23 como agente libre, hasta que en enero encontró acomodo en esa misma categoría con el C. D. Atlético Baleares. Allí pasó los últimos meses de su carrera antes de anunciar su retirada en enero de 2024.

## Clubes
| Club                            | País                | División            | Año       | Partidos | Goles |
| ------------------------------- | ------------------- | ------------------- | --------- | -------- | ----- |
| R. C. Deportivo de La Coruña    | España              | 1.ª                 | 2005-2012 | 75       | 18    |
| U. D. Vecindario (cesión)       | España              | 2.ª                 | 2006-2007 | 28       | 13    |
| Newcastle United F. C.          | Inglaterra          | 2.ª y 1.ª           | 2008-2011 | 10       | 1     |
| R. Racing de Santander (cesión) | España              | 1.ª                 | 2009-2010 | 30       | 6     |
| Córdoba C. F.                   | España              | 1.ª y 2.ª           | 2012-2016 | 97       | 30    |
| R. C. D. Mallorca (cesión)      | España              | 2.ª                 | 2015      | 16       | 9     |
| Muangthong United F. C.         | Tailandia           | 1.ª                 | 2016-2017 | 18       | 11    |
| C. A. Osasuna                   | España              | 2.ª                 | 2017-2019 | 63       | 14    |
| C. A. Peñarol                   | Uruguay             | 1.ª                 | 2019-2020 | 27       | 6     |
| A. D. Alcorcón                  | España              | 2.ª                 | 2021-2023 | 27       | 6     |
| C. D. Atlético Baleares         | España              | 1.ª F               | 2023-2024 | 19       | 3     |
| Total de su carrera             | Total de su carrera | Total de su carrera | 2005-2024 | 375      | 108   |

## Palmarés

### Títulos nacionales
| Título            | Club                   | País       | Año     |
| ----------------- | ---------------------- | ---------- | ------- |
| EFL Championship  | Newcastle United       | Inglaterra | 2009-10 |
| Segunda División  | Deportivo de La Coruña | España     | 2011-12 |
| Liga de Tailandia | Muangthong United      | Tailandia  | 2016    |
| Copa de la Liga   | Muangthong United      | Tailandia  | 2016    |
| Copa de la Liga   | Muangthong United      | Tailandia  | 2017    |
| Segunda División  | C. A. Osasuna          | España     | 2018-19 |